# 크리스타 볼프

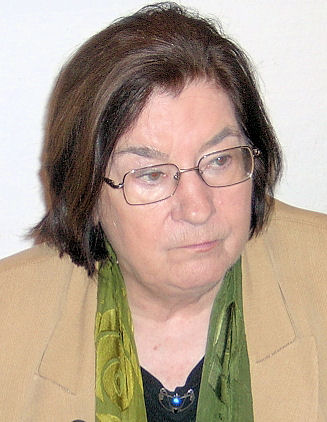

크리스타 볼프(1929년 3월 18일 바르타 강의 란츠베르크에서 출생, 2011년 12월 1일 베를린에서 사망) 독일의 여성 작가이다. 그녀는 동독에서 가장 중요한 작가에 속한다. 작품들은 여러 언어로 번역되었다.

## 삶

### 정치적인 삶과 문학 논쟁
크리스타 볼프(Christa Wolf)는 1965년 12월 말 독일 사회주의 통일당(SED) 중앙위원회의 제 11차 총회 (혹은 칼슐락회의(Kahlschlagplenum))에서 새로운 제한적인 문화정책에 반대하는 유일한 연설가로 입장을 표명했다. 그 밖에도 그녀는 후에 금지된 베르너 브로이니히(Werner Bräunig)의 비스무트(동독의 광산 기업)-소설 『광장』(Rummelplatz)을 결연하게 옹호했다. 노이에 도이체 리터라투어(Neue Deutsche Literatur)에서 미리 이루어진 이 소설의 발췌본의 발표는 당 수뇌부 내부에 분개를 불러일으켰다: “나의 의견으로는 노이에 도이체 리터라투어에 실린 이러한 발췌본은 그가 비난 받은 것처럼 반사회주의적인 태도를 증명하지 않습니다. 나는 이 점에 대해 동의할 수 없습니다. 나는 이를 나의 양심과 조화시킬 수 없습니다.” 1968년 그녀는 체코슬로바키아 공화국(CSSR)이 소련 측에서 설 때에만 생존할 수 있을 것이라 밝히지만, 다시 한 번 작가협회에 군사 진입에 대한 동의 선언을 거절했다. 결과적으로 그녀에게 독일 사회주의 통일당 정치 권력 기구와의 심각한 갈등의 시기가 시작되었다.
사람들은 내가 나의 책에서 현재를 보는 시야가 우리의 공화국에 해롭다고 나에게 말하고, 내가 함께 토론하는 혹은 나에게 편지를 쓰는 독자들이 해롭다고 생각하지 않는다면, 그는 거짓된 독자이거나 바로 나의 확신에 찬 인격에 의해 유혹된 것이라고 말한다.— 크리스타 볼프가 브리기테 라이만에게, 1696년 11월 19일, 『반가움과 사랑을 담아. 편지에서의 우정』, 1964-1973, 64-65쪽으로부터, 큰 어려움과 작은 부담 하에서 발표된 그녀의 소설 『크리스타 테에 대한 추념』에 대하여 (Christa Wolf an Brigitte Reimann, 19. November 1969, aus Sei gegrüsst und lebe. Eine Freundschaft in Briefen, 1964-1973, S. 64–65 zu ihrem nur unter großen Schwierigkeiten und kleiner Auflage erschienenen Roman Nachdenken über Christa T.)

크리스타 볼프는 1989년 11월 4일 베를린의 알렉산더 광장에서의 동독의 정치에 반대하는 시위에서 연설한 연설자 중 한 명이었다. 1989년 11월과 12월에 그녀는 그녀의 많은 작가 동료들과 마찬가지로 동독의 해체 혹은 붕괴가 일어날 거라고 믿지 않았다. 그녀는 한동안 몇몇의 동독 지식인들처럼 다른 지도부 하에서 가능한 사회주의 개혁을 지지했다. 1989년 11월 26일, 그녀는 “우리 나라를 위하여”라는 성명에서 동독의 편에 서고 “우리의 물질적 및 도덕적 가치의 저가 판매”에 대해서 반대했다. 크리스타 볼프는 이 시기에 동독에서의 변화가 국가 존재의 안정화로 여겨져서는 안되고 “사회주의의 발전”으로 여겨져야 한다는 사실을 의심하지 않았다. 그래서 그녀는 에곤 크렌츠(Egon Krenz)가 취임하며 도입한 “전환”이라는 개념을 분명하게 거부했다. 이는 유턴의 의미, 반동적 복구의 의미 혹은 서구로 가려는 전환의 의미의 오해로 이어질 수 있다는 것이다. 크리스타 볼프는 도리어 “시대적인 전환”을 말했다.
1993년 1월 21일, 크리스타 볼프는 독일 신문 아우스쿤프트(Auskunft)의 기사에서 그녀가 1959년부터 1962년까지 동독의 국가 안전부(슈타지)에서 “비공식적 협력자 마르가레타(IM Margareta)”라는 명칭을 가졌다고 스스로 밝혔다. 그녀는 세 개의 보고를 작성했는데, 이 보고들은 물론 관련된 사람들에 대해서 오직 긍정적인 모습만을 묘사했다. 이에 상응하여 국가 안전부는 1962년 내부 기록에서 볼프의 “자제”에 대해 불평하고 그녀의 협업을 종료시켰다. 결과적으로 이 작가는 남편과 함께 – 또한 공식적 노선에서 이탈한 견해들을 밝혔다는 맥락에서도 – “표리부동한 사람”이라는 작전명으로서 상세하게 염탐되었다. 이는 1989년 동독의 마지막까지 지속되었다. 그럼에도 불구하고 그녀가 왜 동독에 남아 있었는지에 대한 물음에, 그녀는 2010년에, 자신의 독자들이 거기서 자신을 필요로 한다는 느낌을 받았기 때문이라고 답한다.

볼프에 대해 이러한 사실들이 발표되면서 그녀의 소설, 『남은 것』(Was bleibt)에 대한 비판은 소위 문학 논쟁을 촉발하였다. 많은 매체에서 그녀는 국가 안전부(슈타지) 참여를 이유로 가혹하게 비판 받았다. 부당하게도 그 당시의 사회적 맥락도 따지지 않고, 사소한 활동이었다는 점도 무시되고, 42개의 기록들로 문서화 된 오랜 자기 감시였다는 사실도 고려되지 않고 일어난 일이었다. 이러한 맥락에서 더 혼란을 일으켰던 것은, 뮌헨 기사련(CSU)이 시의회가 1987년 그녀의 책 『원전사고』 (Störfall) 에 수여되었던 게슈비스터-숄-상(Geschwister-Scholl-Preis)을 작가로부터 다시 박탈해야 한다고 요구한 것이었다. 이 수상 철회는 한스와 소피 숄(Hans und Sophie Scholl)의 손위 누이인 잉에 아이허-숄(Inge Aicher-Scholl)의 적극적 개입으로 이루어지지 않았다. 그녀는 이를 마녀 사냥으로 여겼고, 민주주의적 사회주의를 열망했다는 사실과 그녀의 동독에서의 삶 때문에 부당하게 처분 당하는 것이라고 느꼈다. 그녀는 자신의 상황을 동독에서의 억압과 비교했다. 1992년과 1993년에, 크리스타 볼프는 오랜 시간 동안 미국에 가 있었다. 그녀는 정치적 공론장으로부터 한 발 물러났고, 심한 병에 걸렸는데, 이는 그녀의 소설 『몸앓이』(Leibhaftig) 등에 기록되어 있다. 미디어의 비난에 대해 반박하기 위해서, 1993년에 그녀는 그녀의 비공식적 협력자-문서(IM-Akte) 전부를 『크리스타 볼프 서류 열람, 요술 거울과 대화, 하나의 기록』(Akteneinsicht Christa Wolf. Zerrspiegel und Dialog. Eine Dokumentation)이라는 제목으로 출판했다. 슈타지와 협력을 한 이후에 그녀는 그 잘 알려진 (비판적인) 문학 작품들을 썼다는 점이 밝혀진다.
그녀의 미국 체류 생활을 소재로 하여 볼프는 2010년에 작품 『천사의 도시 혹은 프로이트 박사의 외투』(Stadt der Engel oder The Overcoat of Dr. Freud)를 출판했다. 그녀는 그녀의 통일 이후 경험, 사회주의 이념에 대한 그녀의 원칙적 충실함, 흑인의 고통 혹은 이라크 전쟁과 같은 자본주의의 결과에 대한 그녀의 경악을 반영하였다. 이러한 격동적인 역사적, 개인적 경험을 배경으로 그녀의 작품의 중심이 되는 유토피아적 글쓰기에 철저한 천착이 이루어진다. 오랫동안 그녀는 그녀의 슈타지 활동 기록 출판에 몰두하였다. 그녀는 『크리스타 테에 대한 추념』(Nachdenken über Christa T)을 계기로 치열한 비판을 밀고와 비교했는데, 나중에 태도를 바꾸었다. 볼프는 “자신의 고통도, 자신이 행한 염탐 행위의 무게도” 과대평가 하지 않았다고 말했다.